# 마쓰다이라 노부마사 (1717년)
마쓰다이라 노부마사(일본어: 松平信将, 1717년 ~ 1761년 12월 9일)는 일본 에도 시대의 다이묘로, 가미노야마번의 3대 번주이다. 후지이 마쓰다이라가의 지파인 이가노카미류 출신인 마쓰다이라 다다타카의 아들로 태어났다. 어릴적 이름은 후유마쓰(冬松)이고 통칭은 사몬(左門)이며, 초명은 나오타카(直隆)이다. 관위는 종5위하, 아와노카미, 야마시로노카미이다.
교호 17년(1732년) 8월 9일, 후지이 마쓰다이라 본가인 가미노야마 번의 2대 번주 마쓰다이라 나가쓰네의 양자가 되면서, 이름을 나오타카에서 노부마사로 바꾸었다. 그해 12월 12일에 나가쓰네가 은거하자, 가문을 계승하여 3대 번주가 되었다. 12월 28일에는 종5위하, 아와노카미에 서임되었다.
바깥 사쿠라다 문 경비 당번, 오사카성 가반 등 여러 직무를 역임하였지만, 그로 인해 번 재정은 궁핍해졌고, 엔쿄 원년(1744년)과 2년에 흉작으로 쌀 가격이 폭등하면서, 엔쿄 4년(1747년) 5월에는 농민 봉기가 발생하여 농민측의 연공 감면 요구를 수용하였다. 호레키 7년(1757년)에는 홍수에 의한 피해로 막부로부터 3천 냥을 빌렸다. 호레키 11년(1761년), 5번째 오사카성 가반에 임명되어 오사카로 향하던 중 병에 걸려 오사카에서 45세의 나이로 사망하였다. 맏아들 노부쓰라가 그 뒤를 이었다.
| 전임 마쓰다이라 나가쓰네 | 제3대 가미노야마번 번주 (후지이 마쓰다이라가) 1732년 ~ 1761년 | 후임 마쓰다이라 노부쓰라 |